# Kristine Stavås Skistad
Kristine Stavås Skistad (8 febbraio 1999) è una fondista norvegese.

## Biografia
Attiva dal novembre del 2015, la Skistad ai Mondiali juniores di Kandersteg/Goms 2018 ha vinto la medaglia d'argento nella sprint e il 7 marzo dello stesso anno ha esordito in Coppa del Mondo, a Drammen nella medesima specialità (51ª); ai Mondiali juniores di Lahti 2019 ha conquistato la medaglia d'oro nella sprint e nella staffetta e ai Mondiali di Oberstdorf 2021, sua prima presenza iridata, si è classificata 11ª nella sprint. Il 28 gennaio 2023 ha conquistato la prima vittoria, nonché primo podio, in Coppa del Mondo, nella sprint disputata a Les Rousses e ai successivi Mondiali di Planica 2023 si è piazzata 5ª nella sprint; ai Mondiali di Trondheim 2025 ha vinto la medaglia d'argento nella sprint ed è stata 7ª nella sprint a squadre. Non ha preso parte a rassegne olimpiche.

## Palmarès

### Mondiali
- 1 medaglia
  - 1 argento (sprint a Trondheim 2025)

### Mondiali juniores
- 3 medaglie:
  - 2 ori (sprint, staffetta a Lahti 2019)
  - 1 argento (sprint a Kandersteg/Goms 2018)

### Coppa del Mondo
- Miglior piazzamento in classifica generale: 14ª nel 2024
- 18 podi (individuali):
  - 11 vittorie
  - 4 secondi posti
  - 3 terzi posti

#### Coppa del Mondo - vittorie
| Data             | Località    | Nazione   | Specialità |
| ---------------- | ----------- | --------- | ---------- |
| 28 gennaio 2023  | Les Rousses | Francia   | SP TC      |
| 14 marzo 2023    | Drammen     | Norvegia  | SP TC      |
| 18 marzo 2023    | Falun       | Svezia    | SP TL      |
| 21 marzo 2023    | Tallinn     | Estonia   | SP TL      |
| 25 marzo 2023    | Lahti       | Finlandia | SP TC      |
| 15 dicembre 2023 | Trondheim   | Norvegia  | SP TL      |
| 10 febbraio 2024 | Canmore     | Canada    | SP TL      |
| 3 marzo 2024     | Lahti       | Finlandia | SP TL      |
| 12 marzo 2024    | Drammen     | Norvegia  | SP TC      |
| 15 marzo 2024    | Falun       | Svezia    | SP TC      |
| 18 gennaio 2025  | Les Rousses | Francia   | SP TC      |

Legenda:

TC = tecnica classica

TL = tecnica libera

SP = sprint

#### Coppa del Mondo - competizioni intermedie
- 2 podi di tappa:
  - 1 secondo posto
  - 1 terzo posto